# Herzberg (Elster)
Herzberg település Németországban, azon belül Brandenburgban. Lakosainak száma 8678 fő (2023. december 31.).

## Népesség
A település népességének változása:
| Lakosok száma | 9067 | 9087 | 9027 | 9027 | 8711 | 8731 | 8678 |
|               | 2015 | 2017 | 2018 | 2019 | 2021 | 2022 | 2023 |